# パウロ6世 (ローマ教皇)
パウロ6世（ラテン語: Paulus VI, イタリア語: Paolo VI, 1897年9月26日 - 1978年8月6日）は、第262代ローマ教皇（在位：1963年6月21日 - 1978年8月6日）。カトリック教会の聖人。パウルス6世とも表記される。本名はジョヴァンニ・バッティスタ・モンティーニ（Giovanni Battista Montini）。
第2バチカン公会議をヨハネ23世から引き継いで全うし、その理念の実施を促進した。

## 生涯

### 聖職者

枢機卿としての紋章

北イタリアのサレッツォの田舎貴族の家に生まれたジョヴァンニ・モンティーニは、1920年に司祭叙階された。グレゴリアン大学などで学んだ後、ピウス11世の時代に教皇庁の国務長官パチェッリ枢機卿の下で働いた。
パチェッリ枢機卿が教皇ピウス12世に選ばれると、後任の国務長官ルイジ・マリオーネ枢機卿の下、モンティーニはファシスト党や、第二次世界大戦時にイタリアを占領下においたドイツの国家社会主義ドイツ労働者党（ナチス党）との交渉など多くの困難な任務にあたった。
マリオーネ枢機卿が第二次世界大戦中の1944年に死去すると、国務長官の代行としてモンティーニとドメニコ・タルディーニが任じられ、反ドイツ・レジスタンスの保護に尽力する。
1953年には要職であるミラノの大司教に任じられた。通常は枢機卿へのステップとみなされる地位であったが、彼の権勢を嫌ったピウス12世はモンティーニには枢機卿職を与えなかった（彼はピウス12世の有力な後継者とみられていた）。ピウス12世が亡くなってヨハネ23世が教皇職に就くと、すぐさまモンティーニは枢機卿に任命された。

### 教皇

#### 戴冠
モンティーニはヨハネ23世のよき協力者として第2バチカン公会議の運営を行った。ヨハネ23世が会期途中で死去すると、モンティーニは教皇に選ばれ、「パウロ6世」を名乗った。
パウロ6世は自らの教皇冠を、アメリカのワシントンD.C.にある「無原罪の御宿りの聖母教会」に寄贈した。ちなみに、パウロ6世が最後に教皇冠を受けた教皇となった。次の教皇ヨハネ・パウロ1世は戴冠式を拒否して就任式に変更し、以後の教皇もそれに倣っているためである。

#### 教会改革

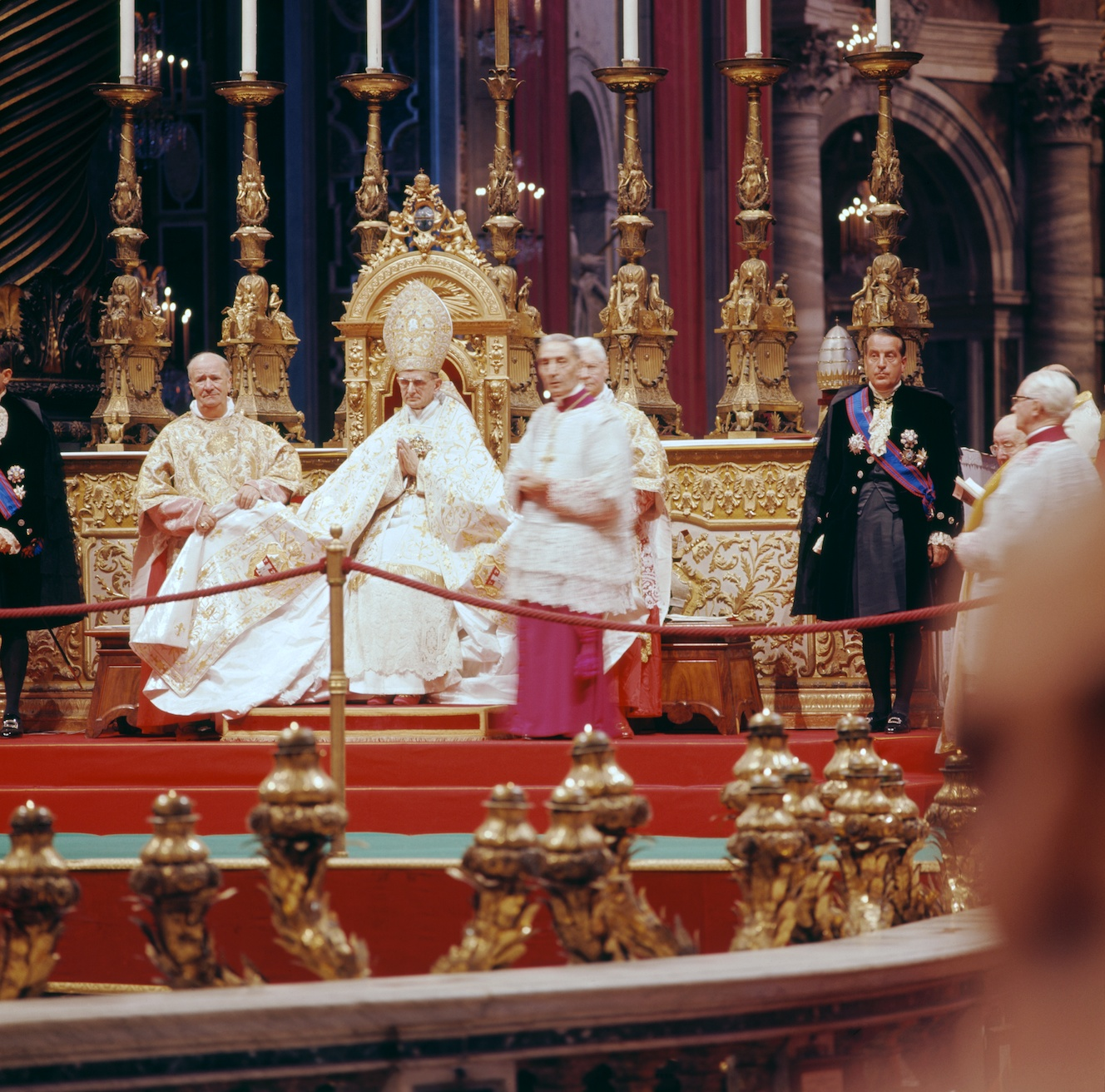
第2バチカン公会議におけるパウロ6世

パウロ6世は公会議を全うさせ、その理念に基づく教会改革の実施に取り組んだ。また、パウロ6世の下でシノドス（司教会議）が初めて行われ、現代に至っている。
教皇としてパウロ6世が1968年に発布した回勅「フマーネ・ヴィテ」は大きな論議を呼んだ。それはカトリック教会が人工的な産児制限を否定したためであった。この人工産児制限および司祭の独身性という二つの問題は、この時代に全世界で論議を呼び、教皇の頭を悩ませた。

#### 旅する教皇

訪れた国

「旅する教皇」と呼ばれたパウロ6世は、「初めて」づくしの教皇でもあった。教皇として初めて5大陸を巡り、初めて飛行機を利用した教皇となり、初めて聖地エルサレムに足を踏み入れた教皇にもなった。
エキュメニズム（教会の一致）にも心を注ぎ、教皇として初めて東方教会の総主教たちを訪問、イングランド国教会のカンタベリー大主教マイケル・ラムゼーや、正教会のコンスタンディヌーポリ総主教アシナゴラスとも会談した。また、パウロ6世時代に枢機卿団の人数が増やされ、80歳以上の枢機卿のコンクラーヴェでの投票権を廃するなど、教皇選出の方法の改革が行われた。
精力的に活動し、全世界を旅したパウロ6世は、第2バチカン公会議後の新しい教皇像を示した。パウロ6世は1978年にカステル・ガンドルフォのガンドルフォ城で死去したが、パウロ6世の示した「現代の教皇」としての姿勢は、後継の教皇たちに引き継がれていった。

#### 列福・列聖
パウロ6世の死から36年後の2014年10月19日に、教皇フランシスコによって列福された。胎児の脳腫瘍が消えたのが彼の執りなしによる奇跡と認められたのだった。列福式には前教皇ベネディクト16世も出席した。
2018年3月6日、フランシスコはパウロ6世を含む福者5名の列聖に必要な奇跡を認め、教令の発布を承認した。5月19日には福者6名の列聖が決定し、10月14日にバチカンで列聖式が執り行われることを発表。予定通り同日に教皇フランシスコによって福者7名の列聖式が執り行われ、パウロ6世は聖人であると宣言された。この結果、ヨハネ・パウロ1世以外の、20世紀後半に着座した教皇全員が聖人となった。

## 替え玉説
いくつかの写真を提示し、鼻の形や位置、耳の形の違いによって途中から替え玉がいたのではないかと疑義を示す者がいる。本物と替え玉を目撃したという証言がある。中には声紋の違いを指摘する者もいる。